# Gasverk

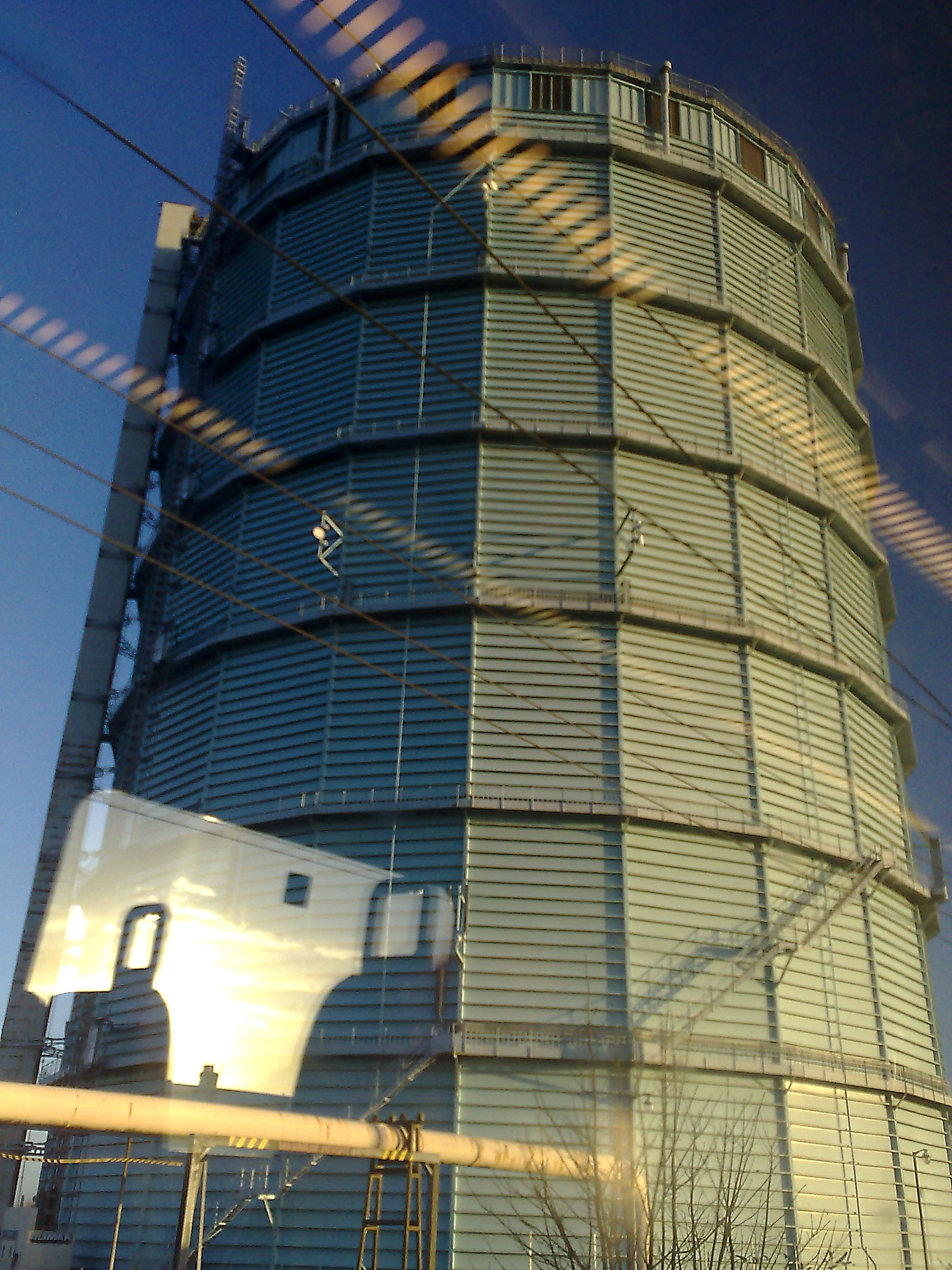
Gasklocka i Southall, London.

Gasverk är en industriell anläggning som producerar stadsgas. Ursprungligen tillverkades gasen i kolgasverk genom torrdestillation av stenkol, vilket gav inkomstbringande biprodukter i form av koks, ammoniak och bensen. Eftersom det var en smutsig och miljöfarlig process övergick gasverken med tiden till spaltgasverk, där gasen istället produceras genom omvandling (spaltning) av lättbensin eller butan. Idag har man lagt ner även spaltgasverken och ersatt dessa med naturgas- eller biogasanläggningar. Naturgas transporteras antingen i långa pipelines från gasfyndigheterna eller i flytande form (LNG) med fartyg och/eller tankbil till särskilda blandningstationer, där gasen får rätt tryck och sammansättning, och sedan förs in i stadsgasnätet. Biogas produceras genom rötning av organiska restprodukter i särskilda produktionsanläggningar för biogas, och förs sedan via rörledning och blandningsstationer in i stadsgasnätet.

## Svenska gasverk
Det första gasverket i Sverige anlades 1835 på Karlslunds herrgård utanför Örebro för belysning på herrgården. Gasverk av den äldre kolbaserade typen byggdes under andra hälften av 1800-talet och i början av 1900-talet i många svenska städer, vanligtvis av privata företag.  De flesta av dessa lades ner under 1950- och 1960-talen. I de större städerna konverterades de istället till naftabaserade spaltgasverk. Spaltgasverken var i drift till sent 1900-tal/tidigt 2000-tal. Idag är även samtliga spaltgasverk nedlagda, men har i många fall ersatts med moderna naturgas- och biogasverk.

### Historik
Det som kallats gasverkens guldålder inföll från 1850 och fram till sekelskiftet 1900. Då etablerades ett flertal gasverk med en kår av gastekniker och gasverken blev en naturlig del av den kommunala verksamheten i landets större städer. Pionjärstäderna var Göteborg (1846), Norrköping (1851) och Stockholm (1853). Åren 1860–1867 tillkom 20 gasverk och år 1870 hade alla de 20 största städerna utom Borås och Halmstad gasverk.

### Kommunalisering
Att gasverk började byggas och även övertogs av kommunerna berodde på att gasen användes för gatubelysning. På 1880-talet kommunaliserades de sex gasverk som byggts före 1860. År 1890 skedde mer än 90 procent av all gasproduktion i kommunal regi. Man upptäckte också att gasverken var en pålitlig inkomstkälla för kommunerna. Fram emot sekelskiftet hade också en ny yrkesgrupp etablerat sig: den högskoleutbildade gasverksingenjören.

### Gasen får konkurrens
Men gasverkens framgång och dominans skulle inte bli bestående. Kring sekelskiftet växte konkurrensen från fotogenlampan och den elektriska glödlampan. Under 1870- och 1880-talen hade fotogenlamporna blivit billigare i drift än gaslamporna och de krävde heller inga investeringar i rörledningar. Rationellare tillverkning gjorde också att priset på fotogen sjönk från 20 öre per liter 1885 till 14 öre per liter vid sekelskiftet. Elektriciteten var ett ännu större hot och i många städer bromsades elintroduktionen medvetet för att skydda gasen. Men elljusets fördelar, bekvämligheten vid tändning och släckning och att man slapp öppen låga, ledde till att privatabonnenterna snabbt gick över till el och 1910-talet blev elljusets genombrottsdecennium. Nya energisnålare metalltrådslampor sänkte driftskostnaden för el med femtio procent och kolbrist under första världskriget tredubblade gaspriset. Även fotogenpriset höjdes och snart stod det elektriska ljuset som segrare.
Som gatubelysning dröjde sig gasljuset dock kvar. Men vid slutet av 1930-talet hade bara tolv städer fler än 200 gatlyktor. Andra världskrigets bränsleprisökningar betydde slutet också för dem.

### Spisar och värmeledningspannor
Vid mitten av 1880-talet började gasverken att propagera för gasspisar i hemmen. Man införde även differentierade taxor med lägre pris för kokning och motorer än för belysning. Det fanns två skäl till detta. Man ville försäkra sig om avsättning för gasen trots elljusets frammarsch och dessutom förbrukades "kokgas" och "motorgas" huvudsakligen på dagtid, medan belysningsgasen naturligtvis hade störst åtgång på kvällar och nätter. Man eftersträvade med andra ord jämnare förbrukning över dygnet. Gasmotorerna konkurrerades emellertid snabbt ut av elmotorerna på 1910-talet. Kokgasen hävdade sig bättre och var omkring 1910 gasverkens största delmarknad. Gasspisen hävdade sig, dels därför att veden steg i pris och dels därför, att utbyggnad med centralvärme i husen gjorde vedspisarna överflödiga som värmekällor. Därtill kom att koks, som är en biprodukt av gasframställningen, var ett utmärkt bränsle i centralvärmepannor. Koksen svarade till sist för hälften av gasverkens intäkter. Även industrin använde gas och på 1930-talet svarade industrin för 30 procent av gaskonsumtionen. 

### Slutstriden
Fram till 1945 tog både gas- och elspisen marknadsandelar framför allt från vedspisen. År 1945 hade ungefär tre fjärdedelar av hushållen i Stockholm, Göteborg och Malmö gasspis, medan endast 4-7 procent hade elspis. I de mellanstora städerna på över 30 000 invånare hade 46 procent gasspis och 17 procent elspis. I mindre tätorter fanns elspis i cirka en fjärdedel av hushållen, medan få hade gas. På landsbygden dominerade fortfarande ved och fotogen helt. Men elspisen blev effektivare och spispriserna sjönk. Elpriset halverades mellan 1925 och 1950 medan gaspriset låg kvar på samma nivå. Ytterligare ett avbräck för gasverken blev den lättskötta oljeeldningen som började tränga ut koksen. Nu började gasverken hamna i kris. Nio av de minsta lades ner redan under början av 1950-talet och nedläggningarna fortsatte. Av de 37 gasverk som fanns 1950 fanns tjugo år senare bara åtta kvar. De största gasverken överlevde och gick över till s.k. spaltgas, där lättbensin förgasades. Oljekrisen 1973 drabbade gasindustrin hårt, när man tvingades höja priset mer än konkurrenterna. Spaltgasen levde dock kvar i flera städer, om än i mindre skala.

### Naturgas - och på sikt biogas - ger renässans
Den 14 juni 1985 inleddes leveranser av naturgas från danska fyndigheter i Nordsjön. Gasen används inom industrin och för uppvärmning av hus. En del av naturgasen distribueras genom de gamla västsvenska stadsgasverkens sledningar. En ny aktör har nyckelrollen: Swedegas AB. Det svenska transmissionsnätet omfattar sträckan Trelleborg till Stenungsund fem mil norr om Göteborg, med en sidolinje från Halmstad till Gnosjö. Matningen sker genom en undervattenslinje från Dragör på Själland till Skåne. I Stockholm, som alltjämt saknar koppling till det fasta naturgasnätet, sker sedan januari 2011 istället leverans med flytande naturgas (LNG) per fartyg och tankbil till blandningsstationer, för vidare distribution in i det stockholmska stadsgasnätet. I Stockholm förs även lokalproducerad koldioxidneutral biogas in i stadsgasnätet via blandningsstationerna. Med förbättrad tillgång på biogas är tanken att på sikt helt ersätta den fjärrimporterade fossila naturgasen med biogas.
| Stad                                                            | Privatägt | Kommunalt | Nedlagt (spaltgas) | Nedlagt (naturgas/biogas) |
| --------------------------------------------------------------- | --------- | --------- | ------------------ | ------------------------- |
| Göteborgs gasverk                                               | 1846      | 1888      | 1969 SP            | 1993 NAT                  |
| Norrköpings gasverk                                             | 1851      | 1882      | 1963 SP            | 1988                      |
| Stockholms gasverk                                              | 1853      | 1884      | 1972 SP            | 2011 NAT/BIO              |
| Malmö gasverk                                                   | 1854      | 1884      | 1969 SP            | 1986 NAT                  |
| Landskrona gasverk                                              | 1856      | 1886      | 1966(1983)*        |                           |
| Uddevalla gasverk                                               | 1858**    | 1889      | 1956               |                           |
| Falköping                                                       | 1860      | 1881      | 1952               |                           |
| Helsingborgs gasverk                                            |           | 1860      | 1964 SP            | 1986 NAT                  |
| Kristianstads gasverk                                           | 1860      | 1872      | 1962               |                           |
| Uppsala gasverk                                                 |           | 1860      | 1967               |                           |
| Ystads gasverk                                                  | 1860      | 1965 SP   | 1975               |                           |
| Örebro gasverk                                                  | 1860      | 1902      | 1962 SP            | 1980                      |
| Eskilstuna gasverk                                              | 1861      | 1900      | 1961 SP            | 1984                      |
| Gävle gasverk                                                   | 1861      | 1891      | 1966               |                           |
| Linköpings gasverk                                              |           | 1861      | 1964               |                           |
| Nyköping                                                        |           | 1861      | 1964               |                           |
| Västerås                                                        | 1861      | 1905      | 1963 SP            | 1974                      |
| Jönköpings gasverk                                              |           | 1862      | 1959 SP            | 1964                      |
| Kalmar gasverk                                                  |           | 1862      | 1967               |                           |
| Karlstad                                                        |           | 1862      | 1966               |                           |
| Lunds gasverk                                                   |           | 1863      | 1963               |                           |
| Mariestad                                                       |           | 1863      | 1949               |                           |
| Alingsås                                                        |           | 1864      | 1962               |                           |
| Vänersborg                                                      | 1865      | 1890      | 1963 SP            | 1972                      |
| Karlskrona                                                      | 1867      |           | 1966               |                           |
| Sundsvall                                                       |           | 1867      | 1961               |                           |
| Södertälje                                                      | 1874      | 1898      | 1953               |                           |
| Lidköping                                                       |           | 1902      | 1957               |                           |
| Eslöv                                                           |           | 1906      | 1961               |                           |
| Trelleborg                                                      |           | 1912      | 1971               |                           |
| Falun                                                           | 1916      |           | 1952               |                           |
| Härnösand                                                       | 1916      |           | 1950               |                           |
| Visby                                                           | 1916      |           | 1954               |                           |
| Västervik                                                       | 1916      |           | 1952               |                           |
| Östersund                                                       | 1917      |           | 1951               |                           |
| Skara                                                           | 1918      |           | 1952               |                           |
| Skövde                                                          | 1918      |           | 1952               |                           |
| * Nedlagt 1966 men fick därefter gas i ledning från Helsingborg |           |           |                    |                           |
| ** 50% privat och 50% kommunalt                                 |           |           |                    |                           |
| SP Ersatt med spaltgasanläggning                                |           |           |                    |                           |
| NAT Ersatt med naturgasdistribution till hushåll                |           |           |                    |                           |

### Webbkällor
- Sockerslottet.se: Svenska gasverk[död länk]
- Swedegas